# 松森健
松森 健（まつもり たけし、1928年4月12日 - 2016年12月）は、日本の映画監督。神奈川県出身。

## 来歴・人物
1945年に旧制神奈川県立横須賀中学校から海軍経理学校に進学するも終戦。1951年に慶應義塾大学経済学部を卒業し、東宝に入社。監督部に配属され、谷口千吉、松林宗恵、岡本喜八、本多猪四郎、松山善三らの助監督を務める。
1965年、テレビドラマ『青春とはなんだ』で監督に昇進。本作ではメイン監督を務め、翌1966年には、東宝製作の青春映画『これが青春だ!』で劇場用映画デビューを果たす。以降、映画と並行して、青春もの、刑事もの、時代劇など、テレビドラマを多数演出した。

## 主要・映画監督作品
- これが青春だ!（1966年）
- 坊ちゃん社員 青春は俺のものだ!（1967年）
- 坊ちゃん社員 青春でつっ走れ!（1967年）
- でっかい太陽（1967年）
- 燃えろ!太陽（1967年）
- 空想天国（1968年）
- 燃えろ!青春（1968年）
- 娘ざかり（1969年）
- 二人だけの朝（1972年）

## テレビドラマ監督作品
- 青春とはなんだ（1966年）
- これが青春だ（1966年）
- 東京バイパス指令（1968年）
- 1・2・3と4・5・ロク（1972年）
- 泣くな青春（1972年）
- 剣と風と子守唄（1975年）
- 華麗なる刑事（1977年）
- 大追跡（1978年）
- ナッキーはつむじ風（1978年～1980年）
- メチャン子・ミッキー（1982年）
- 魔拳!カンフーチェン（1983年）
- 青春はみだし刑事（1983年）
- それいけ!ズッコケ三人組（1985年）